# Quang Thành, Yên Thành
Quang Thành là một xã thuộc huyện Yên Thành, tỉnh Nghệ An, Việt Nam.
Xã Quang Thành có diện tích 23,5 km², dân số năm 1999 là 12.621 người, mật độ dân số đạt 537 người/km².